# Joseph Cornell
Joseph Cornell, född 24 december 1903 i Nyack, New York, död 29 december 1972 i New York, var en amerikansk konstnär. Cornell skapade konst i form av skulpturer. Hans konst var inom surrealism och man säger ofta att Cornell var den första amerikanska konstnären som använde surrealism. Detta lärde han sig själv.

## Biografi
Cornell föddes i Nyack, New York, i sitt familjehem. Här hade han ett bra medelklassliv. Han bodde med sin familj som bestod av honom, hans mamma, pappa och hans handikappade bror. Så var det tills Cornells pappa dog och han lämnade skulder efter sig. Därför var hans mamma och den handikappade brodern tvungna att flytta ner till en källare i Queens.
Cornell studerade på Phillips Academy i Andover, Massachusetts mellan 1917 och 1921 och för att hjälpa familjen tog han ett heltidsjobb  direkt efter sina gymnasiestudier. Medan han arbetade samlade han information om konst. Han besökte stadens teatrar, second-hand-butiker och gallerier. Han började också läsa böcker och lyssna på musik.
1931 hade Cornell samlat tillräckligt med material och fått tillräckligt med kunskaper och inspiration. Han hade samlat ihop modebilder, antika tryck, uppslag av sångare m.m. Han började han skulptera egna 3D-skulpturer. Det var då collage, han klippte och klistrade och kombinera bilder. På detta sätt blev det 3D-skulpturer.

## Cornells verk
Cornell hade ett mörkt retroperspektiv på mycket av sina skulpturer. Konsten var vinklad mot det förflutna, många sägs också tycka den var väldigt svårbegriplig. I början av sin karriär gjorde han "skugglådor". Han sade att hans konst då var "poetisk teater". I sin senare karriär gjorde han det mera rent och abstrakt.

## Verk
- Cabinet of Natural History 1934, 1936–1940
- La Croisée, The Casement Window, 1969
- For Emily Dickinson, 1953
- Post No Bills: Object (Défense d’Afficher), 1939
- Untitled [Object], 1933
- Untitled (Pink Palace), 1948
- Untitled [Rooster], 1971
- Untitled [Tamara Toumanova], 1940
- Untitled (Tilly Losch), 1935–1938 [2]